# 马丁罗达
马丁罗达（德語：Martinroda，發音：[maʁtiːnˈʁoːda]）是德国图林根州伊尔姆县的市镇，面积13.23平方千米，2023年12月31日人口为1,156人。2019年12月31日，市镇昂格尔罗达并入马丁罗达。